# クジラの親子に出逢った!タヒチ・ルルツ島碧の楽園の物語
クジラの親子に出逢った!タヒチ・ルルツ島碧の楽園の物語は、2007年11月24日にBSジャパンで放送された特別番組。2008年1月1日にはテレビ東京で放送された。
また、BSジャパン内では何度も再放送されている。

## 内容
『クイズ!ヘキサゴンII』でおバカキャラでブレークした俳優の野久保直樹が、仏領ポリネシア･タヒチにあるルルツ島でクジラ（ザトウクジラ）と泳ぐため野久保が海に潜りクジラと出会う番組。

## 出演
- ナビゲーター：野久保直樹
- フリーダイビング：松元恵

## スタッフ
- プロデューサー：師信介、鎌田裕一郎、佐藤甲三
- 構成・演出：中沢一郎
- 水中撮影：古島茂
- 製作著作：BSジャパン、サイバーネットワーク

## DVD
- 『クジラの親子と出逢った！タヒチ・ルルツ島 碧の楽園の物語』（発売元･販売元：バップ）
  - 野久保直樹・松元恵・古島茂のインタビュー、ホエールソング
  - 封入特典：ロケーションマップ、ブックレット